# ژیتوولیتسه
ژیتوولیتسه (به لاتین: Žitovlice) یک منطقهٔ مسکونی در جمهوری چک است که در شهرستان نیمبورک واقع شده‌است. ژیتوولیتسه ۶٫۵۷ کیلومتر مربع مساحت و ۱۵۱ نفر جمعیت دارد و ۲۰۸ متر بالاتر از سطح دریا واقع شده‌است.